# Leptogaster basilewskyi
Leptogaster basilewskyi là một loài ruồi trong họ Asilidae. Leptogaster basilewskyi được Janssens miêu tả năm 1955. Loài này phân bố ở vùng nhiệt đới châu Phi.